# Tiflet
Tiflet (en berbère : Tifelt ou Tiffelt, ⵜⵉⴼⴼⴻⵍⵜ; arabe : تيفلت) est une ville marocaine qui relève du cercle de même nom, dépendant de la province de Khémisset, au sein de la région Rabat-Salé-Kénitra. Elle est située dans une position de relais à l’échelle régionale. Elle se trouve en bordure de la plaine du Gharb, à 56 km à l’est de la capitale nationale Rabat et de la côte atlantique.
La ville couvre une superficie d’environ 10 km2 et se trouve entourée par 4 communes rurales :
- au nord : commune d'Aït Bou Yahya El Hajjama

- au sud : commune de Khémis Sidi Yahya
- au sud-ouest : commune d'Aït Belkacem
- à l’ouest : commune d'Aïn Johra

Tiflet est le deuxième centre urbain de la région Zemmour, après Khémisset. Sur l’axe routier Rabat-Meknès, il s’est développé autour d’un marché régional. Les fonctions administratives locales se sont maintenues depuis le protectorat et renforcées après l’Indépendance. Le rayonnement régional de la ville se limite aux communes rurales avoisinantes, dont les populations s’approvisionnent en produits divers dans son souk hebdomadaire. Celui-ci a joué un rôle dans la structuration spatiale en assurant des liaisons entre le centre et ses périphéries et continue à jouer ce rôle de pôle d’attraction local
Les 4 petits centres les plus proches sont :
- au nord : M’kam attalba

- à l’est : Sidi Abderrazzak
- au sud : Khémis Sidi Yahya
- à l’ouest : Sidi Allal El Bahraoui

La ville de Tiflet est traversée par le RN6 reliant Rabat à Fès via Khémisset et Meknès. La ville contient aussi un échangeur d’accès de la nouvelle autoroute Rabat-Fès qui passe au sud de la ville.